# ヒッポトオス
ヒッポトオス（古希: Ἱππόθοος, Hippothoos）は、ギリシア神話の人物である。主に、
- アイギュプトスの子
- アロペーの子
- アレオスの子
- ヒッポコオーンの子
- プリアモスの子
- ケルキュオーンの子

が知られている。以下に説明する。

## アイギュプトスの子
このヒッポトオスは、エジプトの王アイギュプトスの50人の息子の1人である。母親はアラビア出身の女。イストロス、カルコードーン、アゲーノール、カイトス、ディオコリュステース、アルケース、アルクメーノール、エウケーノール、ヒッポリュトスと兄弟。ダナオスの娘の1人ゴルゲーと結婚したが、他の兄弟たちと同様、結婚相手に殺された。

## アロペーの子
このヒッポトオスは、エレウシースのケルキュオーンの娘アロペーとポセイドーンの息子ヒッポトオーンの別名。

## アレオスの子
このヒッポトオスは、ヒュギーヌスによるとアウトリュコスの娘ネアイラの息子（アポロドーロスによると、母ネアイラはペレウスの娘で、アルカディアー地方の都市テゲアーを支配したアレオス王の妻）で、リュクールゴス、ケーペウス、アウゲーと兄弟。ヒッポトオスとケーペウスはヘーラクレースとアウゲーの子テーレポスに殺されたため、ネアイラは自殺したという。

## ヒッポコオーンの子
このヒッポトオスは、スパルタの王ヒッポコオーンの息子で、ドリュクレウス、スカイオス、エナロポロス、エウテイケース、プーコロス、リュカイトス、テブロス、エウリュトス、ヒッポコリュステース、アルキヌース、アルコーンと兄弟。ヒッポコオーンとその息子たちはテュンダレオースとイーカリオスを追放して王となったが、後にヘーラクレースとの戦争で討たれた。

## レートスの子
このヒッポトオスは、テッサリアー地方の都市ラーリッサのペラスゴイ人の王テウタモスの子レートスの子で、ピュライオスと兄弟。アポロドーロスではラーリッサ王ペラスゴスの子。トロイア戦争の際に、ピュライオスとともにトロイアを救援して戦った。アポロドーロスはラーリッサの武将についてヒッポトオスの名前だけ挙げ、プリュギアのダレースはヒッポトオスとクペサスの名前を挙げている。
ホメーロスの叙事詩『イーリアス』によると、ヒッポトオスはヘクトールがパトロクロスの遺体から奪ったアキレウスの武具を身に着けて、パトロクロスの遺体をも奪おうとした際に、ともに戦った武将の1人であった。ヒッポトオスはパトロクロスの遺体の両足首を縄で縛って、曳いて行こうとした。しかし乱戦の中から大アイアースが躍り出て、槍でヒッポトオスの兜を突くと、兜は割れてバラバラに散らばり、脳髄をまき散らした。パイノプスの子ポルキュスはヒッポトオスを庇おうとしたが、やはり大アイアースに討たれた。アルゴス勢は両者の遺体を運び去り、武具を剥ぎ取った。
クレーテーのディクテュスは、パトロクロス埋葬後の戦闘で、ピュライオス、ヒュタルコスの子アシオスとともに討たれたと述べている。プリュギアのダレースもパトロクロス埋葬後の戦闘で、エウペーモス、ピュライオス、アステロパイオスとともに、アキレウスによって討たれたと述べている。

## プリアモスの子
このヒッポトオスは、トロイアの王プリアモスの子の1人である。アポロドーロスによると庶子。トロイア戦争でメーストール、トローイロス、ヘクトールが戦死したため、他の8人の兄弟ヘレノス、パリス、アガトーン、パムモーン、アンティポノス、ポリーテース、デーイポボス、ディーオスとともにプリアモスから叱責された。

## ケルキュオーンの子
このヒッポトオスは、アルカディアー地方の王ステュムパーロスの子アガメーデースの子ケルキュオーンの子で、アイピュトスの父。当時のアルカディアー地方を支配したアガペーノール王がトロイア戦争から帰国しなかったため、王権を継承し、王都をテゲアーからトラペズースに移した。